# Recz
Recz (germană Reetz) este un oraș în Polonia.